# Bistum Padang
Das Bistum Padang (lateinisch Dioecesis Padangensis) ist eine in Indonesien gelegene römisch-katholische Diözese mit Sitz in Padang.

## Geschichte
Das Bistum Padang wurde am 19. Juni 1952 durch Papst Pius XII. aus Gebietsabtretungen des Apostolischen Vikariates Palembang als Apostolische Präfektur Padang errichtet. Die Apostolische Präfektur Padang wurde am 3. Januar 1961 durch Papst Johannes XXIII. mit der Apostolischen Konstitution Quod Christus zum Bistum erhoben und dem Erzbistum Medan als Suffraganbistum unterstellt.

## Ordinarien

### Apostolische Präfekten von Padang
- Pascal de Martino SX, 1952–1961

### Bischöfe von Padang
- Raimundo Cesare Bergamin SX, 1961–1983
- Martinus Dogma Situmorang OFMCap, 1983–2019
- Vitus Rubianto Solichin SX, seit 2021